# Zygaenosia abdominalis
Zygaenosia abdominalis là một loài bướm đêm thuộc phân họ Arctiinae, họ Erebidae.